# The Three O'Clock
The Three O'Clock sono un gruppo alternative rock statunitense con sede in California, tra i maggiori esponenti del movimento neopsichedelico del Paisley Underground. Sono stati attivi tra il 1981 fino al 1988 per poi ricostituirsi per una serie di concerti nel 2013.
Il cantante Michael Quercio è considerato colui che coniò il termine Paisley Underground per identificare la scena psichedelica di Los Angeles.
Nacquero nel 1981 come gruppo garage rock con il nome The Salvation Army, formati da Quercio, Louis Gutierrez con l'aggiunta successiva di Danny Benair e Mickey Mariano. Nel 1982 dovettero cambiare nome per problemi legali, divennero così The Three O'Clock.
Pubblicarono dapprima l'EP Baroque Hoedown e poi l'album Sixteen Tambourines, dischi power pop con reminiscenze garage.
Firmarono per la I.R.S. Records con la quale pubblicarono nel 1985 Arrive Without Travelling, dal quale fu tratto il singolo Her Head's Revolving di discreto successo con passaggi su MTV.
Il gruppo continuò con cambi di formazione fino al 1989, non si riunì più ed i componenti seguirono strade diverse.
Nel 2013 il gruppo si è riunito per un'esibizione al Coachella Festival. Da qui il gruppo ha proseguito per un breve tour negli Stati Uniti, dalla registrazione durante il Record Store Day è stato tratto l'album dal vivo Live at the Old Waldorf. Nel luglio 2013 è stata pubblicata da Omnivore un'antologia con inediti, The Hidden World Revealed.

## Discografia

### Come The Salvation Army
- 1982 - The Salvation Army Frontier Records

### Come Befour Three O'Clock
- 1986 - Befour Three O'Clock (riedizione di Salvation Army)
- 1992 - Happen Happened (riedizione di Salvation Army con 9 tracce inedite)

### Come The Three O'Clock
- 1982 - Baroque Hoedown - (EP, Frontier Records)
- 1983 - Sixteen Tambourines - (Frontier Records)
- 1985 - Arrive Without Travelling -(I.R.S. Records)
- 1986 - Ever After - (I.R.S. Records)
- 1988 - Vermillion - (Paisley Park Records)
- 2013 - Live at the Old Waldorf - (Burger)

### Raccolte
- 2013 - The Hidden World Revealed (Omnivore, antologia con inediti)